# 이충무공묘
아산 이충무공묘(牙山 李忠武公墓)은 대한민국 충청남도 아산시 음봉면 삼거리에 있는 조선시대 충무공 이순신(1545∼1598) 장군의 무덤이다. 1963년 1월 21일 대한민국의 사적 제12호로 지정되었다.

## 개요
충무공 이순신(1545∼1598) 장군의 무덤이다.
충무공은 무과에 합격하여 여러 직책을 거쳤는데, 임진왜란이 일어나기 직전에는 전라좌수사라는 중요한 직책을 맡았다. 충무공은 일본의 침입에 대비하여 군사를 훈련시키고 거북선을 만들었다. 그리고 임진왜란이 일어나자 옥포·노량·당포·한산도 등 여러 곳에서 적을 무찌르면서 전쟁을 승리로 이끌었다. 그러다가 노량해전에서 적의 총을 맞고 숨졌으나, 사실을 숨기고 조카인 완이 대신 지휘하여 왜적은 큰 피해를 입고 도망을 갔다.
아산군 금성산에 무덤을 만들었다가 16년 후인 광해 6년(1614)에 지금의 자리로 옮겼다. 무덤 주위에는 제사지낼 때 음식을 차려놓는 상석과 혼이 놀다간다는 혼유석·향로석이 있으며, 동자상 1쌍·망주석 1쌍·석상 1쌍·문인석 1쌍·광명등·묘비석이 있다. 무덤 앞에는 정조 18년(1794)에 세워진 어제비(御製碑)와 비각이 있다.

## 참고 자료
- 이충무공묘 - 국가유산청 국가유산포털
- 이 문서에는 다음커뮤니케이션(현 카카오)에서 GFDL 또는 CC-SA 라이선스로 배포한 글로벌 세계대백과사전의 내용을 기초로 작성된 글이 포함되어 있습니다.